# رومانيشت
رومانيشت هي قرية تقع في إقليم ياش في رومانيا وبلغ عدد سكانها	2,015 نسمة في عام 2002.